# 조류 비행

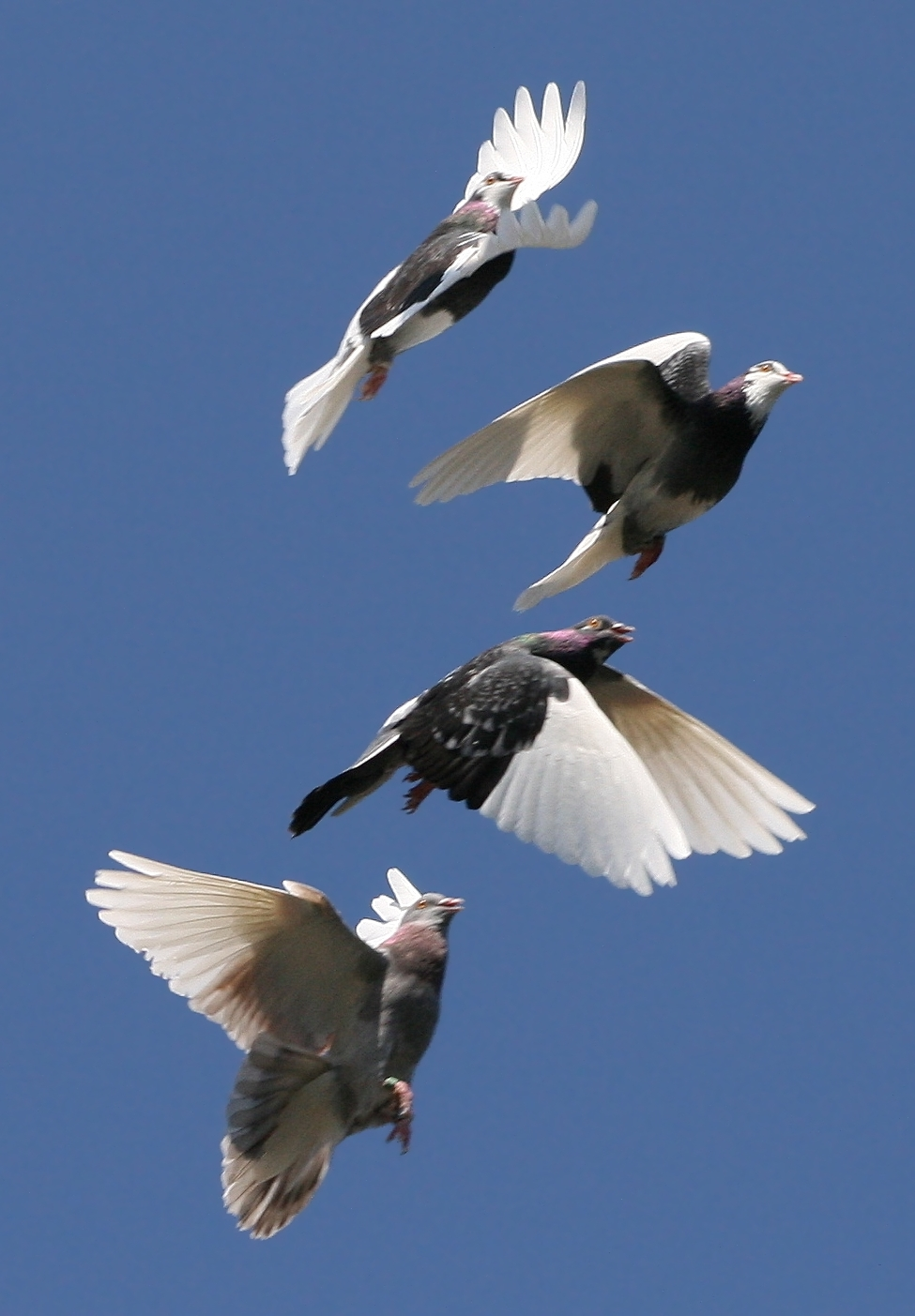
비행하는 집비둘기 무리

조류 비행은 새가 사용하는 주요 이동 수단으로, 날아다니는 것을 의미한다. 비행은 먹이 섭취, 번식, 회피, 이주 등의 도움이 된다.
조류 비행에는 맴돌기, 이륙, 착륙을 포함한 여러 유형의 동작이 포함되며, 여기에는 많은 복잡한 움직임이 있다. 수백만 년에 걸쳐 진화를 통해 다양한 새 종이 특정 환경, 먹이, 포식자 및 기타 필요에 적응하면서 날개를 개발하고 다양한 비행 형태를 습득했다.